# 塔巴朗卓林寺
塔巴朗卓林寺，简称“塔巴寺”，位于西藏自治区拉萨市墨竹工卡县工卡镇塔巴村，是一座藏传佛教寺院。

## 简介
塔巴朗卓林寺所在的塔巴村是以传统制陶术闻名的村落。塔巴朗卓林寺便位于该村附近。寺院不大，但历史悠久，拥有许多精美的佛像雕塑。
西藏民主改革前，塔巴村是塔巴庄园，为墨竹工卡乃至前藏的制陶中心之一。制陶原料是红土（刹麻）和白灰土（刹噶）。红土在塔巴山中迪龙那地方。白灰土在拍绕谿卡，该灰土土性粘，很难开裂，由制陶家中派人背来，或者用牲口驮来。只有按照塔巴寺所需的种类每年交纳十八件陶器成品的人家，才可自由取土。
墨竹工卡县的本地菜籽有两个品种，一个叫“北穷”（即小菜籽，宗雪种），一个叫“北秦”（即大菜籽，塔巴寺种）。
2009年，墨竹工卡县驻塔巴村工作组为塔巴寺解决了一套4000元的广播电视接收设备，使塔巴寺告别了收看电视难、听广播难的问题。
2011年，塔巴寺积极投入推进“六个一”活动、落实寺庙“九有”、开展“和谐模范寺庙爱国守法先进僧尼创建评选活动”。
截至2011年，西藏自治区已建设480个寺庙书屋，塔巴寺的书屋便是其中之一。

## 延伸阅读
- 西藏藏族社会历史调查（1）--——刘忠老师访谈录，YUNDUN的blog，2012-5-14[永久]